# John S. Robertson
Pour les articles homonymes, voir John Robertson et Robertson.
John Stuart Robertson est un réalisateur et acteur canadien né le 14 juin 1878 à London, Ontario (Canada), mort le 5 novembre 1964 à Escondido (États-Unis).

## Biographie
Né au Canada, il se lance dans le cinéma en 1915 avec les studios américains  Vitagraph puis Famous Players-Lasky, réalisant 57 longs métrages dans sa carrière.
Il est principalement connu pour son adaptation à l'écran en 1920 du Dr Jekyll et de M. Hyde, avec l’acteur John Barrymore.
Robertson se retire de l'industrie cinématographique en 1935, à 57 ans.
Il était marié à la scénariste et actrice Josephine Lovett (1877–1958). Il est mort en Californie, à l'âge de 86 ans.

## Filmographie

### Comme réalisateur

#### Années 1910
- 1916 : Love and Trout
- 1916 : The Thorn and the Rose
- 1916 : Getting By
- 1916 : Trouble for Four
- 1916 : Justice a la Carte
- 1917 : The Meeting
- 1917 : Intrigue
- 1917 : The Money Mill
- 1917 : Vanity and Some Sables
- 1917 : A Service of Love
- 1917 : Baby Mine
- 1917 : The Bottom of the Well
- 1918 : The Menace
- 1918 : The Girl of Today (+ scénariste)
- 1918 : The Better Half
- 1918 : The Make-Believe Wife
- 1918 : Little Miss Hoover
- 1919 : Here Comes the Bride
- 1919 : The Test of Honor
- 1919 : Let's Elope
- 1919 : Come Out of the Kitchen
- 1919 : The Misleading Widow
- 1919 : Sadie Love
- 1919 : Erstwhile Susan

#### Années 1920
- 1920 : Docteur Jekyll et M. Hyde (Dr. Jekyll and Mr. Hyde)
- 1920 : A Dark Lantern
- 1920 : Away Goes Prudence
- 1920 : 39 East
- 1921 : Sentimental Tommy
- 1921 : La Timbale d'argent (The Magic Cup)
- 1921 : Footlights
- 1922 : Perpétua (Love's Boomerang)
- 1922 : Sous le soleil d'Espagne (The Spanish Jade)
- 1922 : Tess au pays des tempêtes (Tess of the Storm Country)
- 1923 : Le Châle aux fleurs de sang (The Bright Shawl)
- 1923 : The Fighting Blade
- 1923 : Twenty-One
- 1924 : The Enchanted Cottage
- 1924 : Classmates
- 1925 : New Toys
- 1925 : Soul-Fire
- 1925 : Shore Leave
- 1927 : Le Signal de feu (Annie Laurie)
- 1927 : Captain Salvation (+ producteur)
- 1927 : Le Chevalier pirate (The Road to Romance)
- 1929 : Le Droit d'aimer (The Single Standard) (+ producteur)
- 1929 : Shanghai Lady

#### Années 1930
- 1930 : Reportage nocturne (The Night Ride)
- 1930 : La Marseillaise (Captain of the Guard)
- 1930 : Madonna of the Streets
- 1931 : Beyond Victory
- 1931 : The Phantom of Paris
- 1932 : Little Orphan Annie
- 1933 : One Man's Journey
- 1934 : The Crime Doctor
- 1934 : His Greatest Gamble
- 1934 : Le Foyer qui s'éteint (Wednesday's Child)
- 1935 : Captain Hurricane
- 1935 : Notre petite fille (Our Little Girl)
- 1935 : Grande Dame (Grand Old Girl)

### Comme acteur
- 1916 : The Supreme Temptation : Monsignor Picard
- 1916 : The Destroyers : Lawlor
- 1916 : The Conflict : Fred Weyburn
- 1916 : His Wife's Good Name : Dr Cameron
- 1916 : The Combat : Philip Lewis
- 1916 : An Enemy to the King : Claude Le Chastre
- 1917 : Her Right to Live : Daniel Hoadley
- 1917 : The Maelstrom : Undetermined Role